# Chymomyza brevis
Chymomyza brevis är en tvåvingeart som beskrevs av Toyohi Okada 1981. Chymomyza brevis ingår i släktet Chymomyza och familjen daggflugor. Inga underarter finns listade i Catalogue of Life.